# Peltophryne florentinoi
Peltophryne florentinoi es una especie de anfibio anuro de la familia de sapos Bufonidae. Es endémica de la península de Zapata en la provincia de Matanzas en Cuba.

## Publicación original
- Moreno & Rivalta, 2007: Especie nueva de sapo del género Bufo (Anura Bufonidae) de la Península de Zapata, Cuba. Solenodon, vol. 6, p. 60-69 (texto íntegro).